# São José do Belmonte (kommun)
São José do Belmonte är en kommun i Brasilien.   Den ligger i delstaten Pernambuco, i den östra delen av landet, 1 300 km nordost om huvudstaden Brasília. Antalet invånare är 32 620.
Följande samhällen finns i São José do Belmonte:
- São José do Belmonte

Omgivningarna runt São José do Belmonte är huvudsakligen savann. Runt São José do Belmonte är det ganska glesbefolkat, med 23 invånare per kvadratkilometer.